# New Historicism
New Historicism (englisch: „Neuer Historizismus“) ist eine Theorierichtung der Literaturwissenschaft, die in den 1980er Jahren an der University of Berkeley entwickelt wurde. Andere Bezeichnungen sind Poetics of Culture und Kulturpoetik. Als führender Theoretiker des New Historicism gilt der US-amerikanische Literaturwissenschaftler Stephen Greenblatt.

## Theorie

### Opponenten: New Criticism und Historicism
Der New Historicism gilt als Gegenbewegung zum New Criticism, der seit den 1930er Jahren in den amerikanischen Literary Studies vorherrschenden Theorierichtung. Während New Criticists, später auch der Poststrukturalismus und die Dekonstruktion, sich darauf konzentrierten, literarische Texte nach ihrer inneren Struktur zu analysieren, ohne auf ihre historische Herkunft und ihren zeitgenössischen Kontext zu achten, stellt der New Historicism die literarischen Texte wieder zurück in ihren eigenen kulturellen Kontext und bringt sie in Verbindung mit den zur selben Zeit zirkulierenden Texten, Überzeugungen und kulturellen Praktiken.
Anfang der 1980er Jahre wurde die Beschränkung der Literary Studies auf den New Criticism häufig als bedrückende Einschränkung empfunden. Die zunehmende Unverständlichkeit und Unzugänglichkeit poststrukturalistischer Forschung erschien als Isolation der Humanities vom Rest der Gesellschaft. Durch den New Historicism konnten auch wieder zeitgenössische politische Bezüge hergestellt und Gegenwartsthemen kontextualistisch analysiert werden.
Der New Historicism setzt sich explizit auch vom Historismus europäischer Prägung ab. Die historistische Hermeneutik ging von der Prämisse aus, dass alle kulturell produzierten Texte den Geist ihrer Zeit widerspiegelten. Dabei wird von einer einfachen strukturellen Homologie zwischen Text und historischem „Hintergrund“ ausgegangen. Auch die in den 1970er Jahren in der deutschen Literaturwissenschaft betriebene Sozialgeschichte der Literatur und die ideologiekritische Germanistik gingen im Grunde von derselben Prämisse aus: Ein Text konnte die materialistischen Voraussetzungen seiner Epoche entweder kritisieren oder bestätigen.

### Text und Kontext
Im New Historicism nun wird die Frage nach der Art und Weise, wie sich literarische Texte auf ihre geschichtliche Umgebung beziehen, neu gestellt. Die Beziehung ist jetzt nicht mehr die von Werk und Hintergrund, sondern, unter Anleihen von der Theorie der Intertextualität, die von einem Text zu allen anderen Texten seiner Kultur. Ein Text wird nicht mehr als ästhetisch geschlossene Einheit aufgefasst, sondern als Knotenpunkt in einem kulturellen Gewebe, an dem sich zahlreiche Diskursfäden überschneiden. Texte sind mit sozialer Energie aufgeladen, wodurch sie Resonanzeffekte mit ihrer kulturellen Umgebung erzeugen. Ein literarischer Text kann auf ganz unterschiedliche Weise aus seiner Kultur Themen entnehmen und ihr auch wieder zurückgeben. Er gehört also in ein Netzwerk von sozialer Zirkulation.
Die meisten Theoretiker innerhalb der New Historicists verstehen deshalb, angelehnt an Theorien des Ethnologen Clifford Geertz, die ganze Geschichte und jede Kultur als einen Text oder ein Gefüge von Texten. Ihr Interesse bezieht sich auf die „Geschichtlichkeit von Texten und die Textualität von Geschichte“ (Louis Montrose).
Die Geschichtlichkeit von Texten bedeutet, dass Texte immer in ein kulturelles historisches Umfeld eingebettet sind, dem sie ihre Existenz verdanken und in das sie eingreifen. Nur aus diesem Umfeld heraus sind sie zu verstehen. Literarische Werke sind nicht autonom, sondern haben nur einen gewissen Grad relativer Autonomie. Sie können gesellschaftlich produktiv werden, in dem sie z. B. Modelle für soziale Rollen vorgeben oder über soziales Rollenverhalten selbst reflektieren.
Textualität von Geschichte bedeutet, dass Geschichte nicht „unmittelbar“ zugänglich ist – es gibt keine „Geschichte an sich“ –, sondern immer nur über Erzählungen. Wenn Geschichte geschrieben wird, ob nun in Anekdoten, Fabeln, Zeitungsartikeln oder Chroniken, sind immer schon narrative und textuelle Selektionsmuster am Werk, die sich nicht von dem erzählten Stoff ablösen lassen. Der New Historicism teilt damit die Auffassung des Historikers Hayden White, der in Metahistory (1973) die einflussreiche Position vertritt, dass jede Historiographie immer durch grundlegende sprachlich-rhetorische und literarische Muster vorstrukturiert ist.

### Text und Macht
New Historicists übernehmen die Position von Michel Foucault, dass jeder Text in ein gesellschaftliches Machtgefüge von Diskursen eingeschrieben ist. Dieses Machtgefüge wirkt nicht unterdrückend, sondern produktiv: es macht die Produktion bestimmter Texte überhaupt erst möglich, wirkt aber auch als System von Regeln, das reguliert, was überhaupt gesagt werden kann.
Literatur stellt daher nicht einen autonomen Raum dar, der von den Zwängen der Gesellschaft a priori abgegrenzt ist. Diese Grenze muss regelmäßig neu verhandelt werden. Literarische Texte greifen außerdem in das Machtgefüge der Gesellschaft ein, können wie Viren zirkulieren und zeitgenössische Überzeugungen stützen oder angreifen. Soziales Verhalten wird oft nach Vorgaben der Kunst geformt (man denke an literarische Helden wie Goethes Werther oder an Filmcharaktere, die im Alltag nachgeahmt werden). Umgekehrt regulieren soziale Vorschriften durch Zensur und Gesetze, was in der Literatur erlaubt ist.
Charakteristisch für den Ansatz ist aber nicht nur die Machtmetaphorik, sondern auch eine ökonomische Metaphorik: Er geht von Tauschverhältnissen zwischen Literatur und Kultur aus, von einer Zirkulation sozialer Energien und der Aushandlung künstlerischer und nicht-künstlerischer Aspekte.

### Gegenstand
Der New Historicism erweitert auch den Gegenstandsbereich. Nicht mehr nur literarische Werke, sondern alle Arten von Texten, historischen Dokumenten, Anekdoten und Objekten können in eine literaturwissenschaftliche Lektüre integriert werden. Dabei ist die Auswahl nicht durch direkten „Einfluss“ beschränkt. Alle Bestandteile eines synchronen Querschnitts durch eine Epoche können auf den analysierten Text bezogen werden.
Die Selektion des „richtigen“ Materials ist damit die Aufgabe des Forschers. Es gibt keine fixen Strukturen innerhalb einer Kultur, die festlegen könnten, welches ein angemessener Kontext zu einem bestimmten Text sein könnte. Insbesondere die Aufsätze von Stephen Greenblatt machen deutlich, dass literaturwissenschaftliche Arbeit sich immer ihrer Kontingenz bewusst bleiben muss. Auch der Forscher selbst schreibt schließlich von einem historischen Standpunkt, der bereits mögliche Interessen und Perspektiven vorselektiert.

## Geschichte
Als Beginn des New Historicism werden wahlweise Stephen Greenblatts Buch Renaissance Self-Fashioning: From More to Shakespeare (1980) oder dessen Einleitung zu der Zeitschrift Genre (1982) angesehen. In letzterem prägt Greenblatt auch die Bezeichnungen „New Historicism“ und „poetics of culture“ für ein neues Erkenntnisinteresse der Literaturwissenschaft. Ausgehend von Greenblatts Fakultät an der University of Berkeley wurde die neue Theorieschule zunächst in den USA heftig diskutiert, innerhalb weniger Jahre anerkannt, institutionalisiert und als „neue Orthodoxie“ neben dem New Criticism etabliert. Obwohl sie in der Renaissance-Forschung entwickelt wurde, wurde die Theorie rasch verallgemeinert und wird mittlerweile auf eine große Fülle an Forschungsgegenständen angewandt.
New Historicism war dabei von Beginn an ein Sammelbecken für verschiedenste Ansätze der Gender Studies, African American Studies und Cultural Studies. So konnte er in den USA als genuin interdisziplinäres Paradigma sehr schnell zum integrierenden Leitbild innerhalb der Geisteswissenschaften werden. Bereits 1989 bezeichnete Louis Montrose den „New Historicism“ als die „neueste Orthodoxie“ der amerikanischen Literaturwissenschaft; zur gleichen Zeit wurde der Ansatz in Fachlexika aufgenommen.
Bedeutend ist vor allem der Ansatz zur Umorientierung der Literaturwissenschaft zur Kulturwissenschaft, für die Wissen aus allen Fachbereichen, gerade auch aus den Naturwissenschaften, zum Forschungsgegenstand werden kann. Sie soll die einzelnen Geisteswissenschaften wieder in ein Forschungsfeld integrieren und auch der Spaltung in „zwei Kulturen“ (C. P. Snow) entgegenwirken.
Zu Beginn der 1990er Jahre wurde der New Historicism auch in der deutschen Literaturwissenschaft von einer breiteren Öffentlichkeit wahrgenommen. Da die Germanistik, anders als die amerikanischen Literary Studies, eine nahezu ungebrochene Tradition historischer Textlektüre besitzt, war ein Nachholbedarf in der praktischen literaturwissenschaftlichen Forschung weniger vorhanden als auf methodologischem und terminologischem Gebiet. Der New Historicism wurde daher weit verhaltener aufgenommen als in den USA. Mittlerweile wurde jedoch sein Potenzial für die Neuorientierung der Literaturwissenschaft als Kulturwissenschaft erkannt. Die 2001 gegründete Zeitschrift KulturPoetik versteht sich ausdrücklich als Forum für eine kulturwissenschaftliche, am New Historicism orientierte interdisziplinäre Forschung.